# Mimosa berroi
Mimosa berroi är en ärtväxtart som beskrevs av Arturo Erhardo Erardo Burkart. Mimosa berroi ingår i släktet mimosor, och familjen ärtväxter. Inga underarter finns listade i Catalogue of Life.